# Anderson Villacorta
Anderson Mishael Villacorta Beltrán (Lima, Perú, 25 de julio de 2005) es un futbolista profesional peruano que juega de defensa central, actualmente se encuentra en el club Mineros de Zacatecas de la Liga de Expansión MX. 

## Carrera
En el año 2022 es subido al primer equipo de Universidad César Vallejo, donde había hecho todas sus divisiones inferiores, el 21 de agosto de 2022 logró debutar oficialmente en Primera División ingresando al minuto 90 en la victoria contra el Club Carlos A. Mannucci por el Torneo Clausura de ese año.
Ese mismo año, fue convocado por la Selección sub-20 de Perú, para disputar el Sudamericano Sub-20 realizado en Colombia. 
Después de participar en el Sudamericano, en diciembre del 2023 es comprado por el Mineros de Zacatecas mexicano. 